# Wilhelm Lesenberg (Mediziner, 1830)

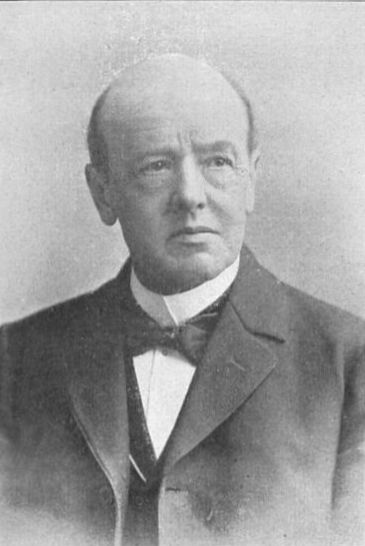
Wilhelm Lesenberg

Wilhelm Leopold Sigismund Lesenberg (* 16. November 1830 in Rostock; † 5. März 1916 ebenda) war ein deutscher Mediziner.

## Leben
Wilhelm Lesenberg war der älteste Sohn des Rostocker Arztes und Stadtphysicus (Johann Friedrich) Wilhelm Lesenberg (1802–1857), der auch als Zeichner und Maler tätig war, und dessen Frau Dorothea (Charlotte Albertine), geb. Ahlers (1808–1850), Tochter des Rostocker Ratskellermeisters.
Lesenberg wuchs in Rostock unter fünf Geschwistern auf und studierte nach dem Besuch des Rostocker Gymnasiums ab dem Wintersemester 1849/50 Medizin an der Universität Rostock. Nach weiteren Studien in Würzburg und Göttingen folgte im Januar 1856 in Rostock die Promotion mit der Dissertation Über Geschwülste der Oberkieferhöhlen. Nach der Approbation am 27. Februar 1856 wurde er in Rostock als praktischer Arzt tätig.
Im September 1857 übernahm er die Funktion des Rostocker Stadtphysicus. 1881 erhielt er den Titel Medizinalrat und 1886 wurde er zudem zum Kreisphysicus ernannt. 1891 erfolgte die Ernennung zum Obermedizinalrat. Zum Ende des Jahres 1897 gab Lesenberg seine ärztliche Praxis auf, war aber weiterhin in den amtlichen Funktionen tätig, bis April 1902 als Stadtphysicus und bis April 1904 als Kreisphysicus. Er war Mitglied des Vereins für Rostocks Altertümer.
Am 31. Januar 1916 konnte Wilhelm Lesenberg noch sein 60-jähriges Doktor- und Arztjubiläum feiern.
Wilhelm Lesenberg war verheiratet mit Helene Stoffer (1838–1901), Tochter des Doberaner Gastwirts Ernst Stoffer. Bekannt sind drei Töchter und ein Sohn des Paares.

## Schriften (Auswahl)
- Über Geschwülste der Oberkieferhöhlen. (Inaugural-Dissertation). Adler, Rostock 1856 (Digitalisat Bayerische Staatsbibliothek München).
- E. E. Rath hat mich beauftragt … ob es aus sanitären Gründen untersagt werden müsse, neue Beerdigungen auf dem ältesten Theile des Friedhofes [Rostock] … vorzunehmen. Adlers Erben, Rostock 1884 (OCLC 837016557).
- Gefängnisswesen. In: Hygienische Topographie der Stadt Rostock. Auf Veranlassung des „Rostocker Vereins für öffentliche Gesundheitspflege“ und unter Mitwirkung von Eugen Geinitz, … herausgegeben von Julius Uffelmann. Werther, Rostock 1889, S. 245–248 (Digitalisat Deutsche Zentralbibliothek für Medizin Köln).